# Pârâul de sub Stejic
Pârâul de sub Stejic este un curs de apă, afluent al Pârâului Mare. 